# 釈迦内パーキングエリア
釈迦内パーキングエリア（しゃかないパーキングエリア）は、秋田県大館市商人留（あきひとどめ）の秋田自動車道にあるパーキングエリアである。国道7号大館西道路の終点であり、大館防災ステーションを併設する。

## 概要
秋田自動車道のうち、大館能代空港IC - 小坂JCT間で唯一のパーキングエリアである。上下線集約型で、無料区間に位置することから自由にUターンが可能な構造になっている。当PAは道の駅と同じように、国と大館市が管理している。
国道7号大館西道路が計画された当初は当PAの位置に終点として大館北ICが設置される予定であったが、大館北ICが国道7号の接続点に変更されたため跡地に当PAを建設することになった。なお、大館北ICの設置位置を変更したあとも大館西道路の事業区間は変更されなかったため、大館西道路と秋田自動車道の新直轄区間の境界は当PAとなっている。
大館市は、休憩施設前の広場を利用して、定期的に農産物直売所を開いたり、イベントを実施することを計画している。

## 施設
上下線集約型のため、施設は駐車場を含め上下線共通している。
- 駐車場
  - 小型 : 28台
  - 大型 : 14台
- 休憩施設
  - 自動販売機
  - トイレ
- 大館防災ステーション（業務・保全用施設）

## 歴史
- 2013年（平成25年）11月30日 : 大館北IC - 小坂JCT間開通に伴い供用開始 [3]

## 隣
E7 秋田自動車道
(27) 大館北IC - 釈迦内PA - (28) 小坂北IC / (49-2) 小坂JCT料金所